# Al-Muqtadir (Abbasside)
Pour les articles homonymes, voir al-Muqtadir.
Abû al-Fadhl "al-Muqtadir bi-llah" Ja`far ben Ahmad al-Mu`tamid, surnommé Al-Muqtadir, est le deuxième fils d'Al-Mu`tadid. Il est né en 895. Il a succédé à son frère aîné Al-Muktafi comme calife abbasside à Bagdad le 14 août 908. Il est mort le 31 octobre 932.

## Biographie
À la fin de sa vie son frère et prédécesseur, Al-Muktafi, hésitait entre deux successeurs possibles : `Abd Allâh fils unique du calife Al-Mu`tazz ou son jeune frère Ja`far. Une discussion entre les oulémas a porté sur l'âge de la majorité pour devenir calife ; à quel âge est-on capable d'assumer cette charge ? Il fut décidé que l'âge requis était de treize ans ce qui rendait possible le choix de Ja`far comme successeur, il fut alors le plus jeune Abbasside à accéder au titre de Calife. Le vizir a appuyé le choix de Ja`far dans l'espoir d'accroitre son pouvoir. Ja`far a pris le surnom bien mal adapté d'Al-Muqtadir bi-llah (« Puisant par la grâce de Dieu ») car il s'est révélé plutôt faible.
Son règne de vingt-cinq ans va compter le nombre record de treize vizirs successifs. L'un suivant la chute ou le meurtre du précédent, interdisant toute continuité politique.
Selon l'auteur musulman as-Rashid,  celui-ci possédait plus quatre mille eunuques slaves et trois mille eunuques noirs.[réf. nécessaire]
Quelques semaines après son accession au pouvoir, le premier vizir était assassiné par une conspiration qui plaça son cousin et concurrent `Abd Allâh ben al-Mu`tazz sur le trône (908). Un émir turc, Mu'nis, a soutenu le jeune souverain. Le prétendant et les conspirateurs ont été évincés. Il est devenu un des personnages les plus puissants de l'empire.

### Armistice avec les Byzantins
La guerre avec les Byzantins durait depuis plusieurs années en Anatolie. Cette guerre provoquait de lourdes pertes, plus encore du côté des musulmans dont un grand nombre étaient faits prisonniers. L'empire byzantin était soumis aux attaques des Bulgares sur sa frontière Nord. Zoé Carbopsina veuve de Léon VI le Sage, régente et mère de l'empereur Constantin VII Porphyrogénète alors âgé de douze ans, envoie deux ambassadeurs à Bagdad. Ces ambassadeurs sont reçus avec munificence (917). Mu'nis est chargé par Al-Muqtadir d'offrir 120 000 pièces d'or pour le rachat des prisonniers.
Cette abdication devant les infidèles et des pertes similaires en Perse a provoqué la colère du peuple. Les désordres dans la capitale ont augmenté d'autant qu'on disait que le calife n'en avait cure et préférait passer son temps au milieu des musiciens et des danseuses. On a même lancé des pierres pendant la prière du vendredi sur l'imam lorsqu'il prononçait le nom du calife.

### Relations avec les Bulgares de la Volga
Une ambassade fut envoyée chez les Bulgares installés au confluent de la Volga et de la Kama (921). Ibn Fadlân fit partie de cette ambassade en tant que secrétaire. L’évènement est rapporté dans le récit de voyage d’Ibn Fadlân, qui était chargé du bon déroulement de l’ambassade. Le but de cette ambassade était d'obtenir du roi des Bulgares son allégeance au calife, en échange de quoi il recevrait une somme d'argent pour la construction d'une forteresse.
Cette ambassade représentait un enjeu géopolitique important pour le calife qui craignait un rapprochement entre les Bulgares et les Sâmânides ou encore avec les Alides du Tabaristân. Le calife cherchait également un nouvel allié contre les Khazars (qui tenaient en otage le fils du roi des Bulgares) et contre leurs alliés byzantins.
D’après al Mas’ûdî, un fils du roi des Bulgares effectua le pèlerinage à La Mecque sous le règne d’al-Muqtadir.

### Désordres intérieurs
En 929, Al-Muqtadir a été de nouveau la victime d'un coup d'État. Les courtisans les plus influents l'ont forcé à abdiquer en faveur de son frère cadet Al-Qahir. Après des émeutes est la perte de centaines de vies. L’Hamdanide Abu al-Hayja a  participé à cette tentative de coup d'État. Il est mort en défendant Al-Qahir. Mu'nis a remis  Al-Muqtadir sur le trône pour la seconde fois.
En dépit de la rigueur des impôts, les caisses de l'empire étaient vides : on ne pouvait même pas payer la garde de la ville. Une bataille entre la cavalerie et l'infanterie se conclut par la destruction de l'infanterie. La majorité des fantassins ont été tués et les autres expulsés hors de la ville. La situation est devenue très mauvaise.
Mu'nis, en lutte contre les Vizirs, s'est retiré à Mossoul. Al-Muqtadir lui a demandé de revenir, ce qu'il a fait.

### Mort d’Al-Muqtadir
Le calife, manipulé par les courtisans, a été convaincu  que son fidèle soutien ne revenait que pour le destituer, mais peut-être Mu'nis avait-il réellement changé de camp venant à Bagdad avec l'appui des Hamdanides qui avaient déjà soutenu  Al-Qahir.
Al-Muqtadir sortit de son palais revêtu du manteau de Mahomet, portant l’épée Dhû'l-fiqâr et son sceptre, pour arrêter Mu'nis. Le calife fut tué hors des murs de la ville (932).

### Un empire diminué
Le long règne de ce médiocre calife a amené l'empire dans un état très délabré.
Abū Bakr Muḥammad Ibn Al-ḥasan Al-azdī Ibn Durayd (Bassora, 837/838-Bagdad, 933) après avoir fui la région d'Oman en 871 pour se mettre à l'abri des Zanj, s'est installé à Bagdad en 920. Le calife Al-Muqtadir lui a versé une pension. Il est l'auteur d'un dictionnaire et d'un recueil des racines étymologiques arabes et de poèmes.
Ibn Fadlân, au retour de l'ambassade auprès du roi des Bulgares de la Volga, consacre une partie non négligeable de son récit à la description d’un peuple qu’il nomme les Rūs (روس) identifiés par la majorité des érudits comme étant les Rus′ ou varègues, ce qui ferait de son récit un des premiers portraits des Vikings.
L'Afrique avait été perdue, l'Égypte presque. L'émirat Hamdanide de Mossoul a pris son indépendance. Les Byzantins pouvaient faire des incursions, sur une frontière délaissée. Dans l'Est de l'empire on continuait à reconnaître le califat au moins formellement. Les Qarmates se sont emparés de La Mecque, où ils ont massacré et pillé pendant 17 jours (929). La source Zamzam est comblée de cadavres, la pierre noire volée et emportée.